# Sīāh Kahūr
Sīāh Kahūr (persiska: سیاه کهور) är en ort i Iran.   Den ligger i provinsen Kerman, i den sydöstra delen av landet, 1 100 km sydost om huvudstaden Teheran. Sīāh Kahūr ligger 475 meter över havet och antalet invånare är 155.
Terrängen runt Sīāh Kahūr är platt, och sluttar söderut.Runt Sīāh Kahūr är det glesbefolkat, med 8 invånare per kvadratkilometer. Närmaste större samhälle är Kahn-e Cherāgh, 8,1 km nordväst om Sīāh Kahūr. Trakten runt Sīāh Kahūr är ofruktbar med lite eller ingen växtlighet.